# Nieuwendijk (Zuid-Holland)
Nieuwendijk ligt aan het Haringvliet en is klein dorp (soms ook een gehucht genoemd) van een paar straten. Het plaatsje is tegenwoordig onderdeel van de gemeente Hoeksche Waard en ligt ten westen van Zuid-Beijerland en telt ongeveer 350 inwoners.
Door Nieuwendijk loopt de West-Binnenhaven. Vanouds hoorde het deel westelijk van de haven bij de gemeente Goudswaard en het oostelijk deel bij de gemeente Zuid-Beijerland.

## Geschiedenis
Tijdens de watersnood van 1953 werd een groot deel van de dijkbuurtschap zwaar beschadigd. Noorwegen schoot te hulp met 36 Noorse woningen. Bijna alle woningen stonden voor de ramp op de dijk. Later zijn de nieuwe huizen in de polder gebouwd.

## Straten
Alle straten ten oosten van het water zijn genoemd naar Noorse beroemdheden:
- Koning Haakonstraat
- Henrik Ibsenstraat
- Vikingstraat
- E. Griegstraat
- Amundsenstraat

Andere straten ten westen van het water zijn genoemd naar plaatsen in Noorwegen:
- Bergenstraat
- Oslostraat
- Stavangerstraat
- Lillehammerplantsoen
- Narvikstraat

De overige straat (dijk) is:
- Nieuwendijk

## Trivia
- Er vaart een veerpont tussen het dorp en het eiland Tiengemeten.
- Bij het dorp staan sinds 1909 twee lichtopstanden.